# Narmadapuram (Division)
Die Division Narmadapuram (Hindi नर्मदापुरम् संभाग), anfänglich Division Hoshangabad, ist eine Division im indischen Bundesstaat Madhya Pradesh. Sie wurde am 27. August 2008 aus Teilen der Division Bhopal unter dem Namen Hoshangabad gebildet. Die Division wurde gleich nach der Gründung mit Wirkung vom 28. August 2008 in Narmadapuram umbenannt.

## Distrikte
Die Division  besteht aus drei Distrikten:
| Distrikt     | Hauptstadt   | Fläche in km² | Einwohner (Stand: 2011) | Bev.-Dichte in E/km² |
| ------------ | ------------ | ------------- | ----------------------- | -------------------- |
| Betul        | Betul        | 10.043        | 1.575.362               | 157                  |
| Harda        | Harda        | 3.334         | 570.465                 | 171                  |
| Narmadapuram | Narmadapuram | 6.703         | 1.241.350               | 185                  |